# PSR J0737−3039
PSR J0737−3039 — двойная звёздная система, оба компонента которой — пульсары. Была открыта в 2003 году и является первым известным двойным пульсаром.
PSR J0737−3039 подобна другой системе — PSR B1913+16, открытой в 1974 году Тэйлором и Халсом (получившим за исследование системы Нобелевскую премию по физике 1993 года), — а также другим пульсарам в двойных системах, состоящих из нейтронных звёзд. Объекты такого рода позволяют весьма точно проверять предсказания общей теории относительности (ОТО) Эйнштейна, поскольку релятивистские эффекты отражаются на временных интервалах, с которыми происходит излучение пульсарами электромагнитных импульсов. Однако на сегодняшний день большинство обнаруженных систем подобного типа состоит из одного пульсара и одной нейтронной звезды. J0737−3039 — первый известный случай, когда оба компонента являются пульсарами.
Компоненты системы отделены друг от друга расстоянием около 800 тысяч километров (что всего в два с небольшим раза больше расстояния между Землёй и Луной) и мчатся по своим орбитам со скоростью приблизительно 300 километров в секунду. Орбитальный период J0737−3039 составляет 2,4 часа — наименьший из известных для подобного рода систем (одна треть орбитального периода системы Халса — Тэйлора).
Система пульсаров PSR J0737−3039A и B находится на расстоянии 2000 световых лет от Земли в направлении созвездия Кормы (Puppis), в трех градусах к юго-востоку от звезды η (эта) Большого Пса.

## Релятивистские эффекты
Необычайная близость компонентов системы и малый орбитальный период, а также тот факт, что мы видим систему практически с ребра — всё это позволяет исследовать проявления релятивистских эффектов с высочайшей точностью. Начиная с 2005 года публикуется множество данных, свидетельствующих о полном соответствии наблюдаемых эффектов с теорией:
- Подтверждается предсказываемая ОТО потеря энергии системой за счёт излучения гравитационных волн. Этот результат является сильным косвенным подтверждением существования последних. Вследствие потери энергии при излучении гравитационных волн, размер орбиты системы, в полном соответствии с теорией, сокращается на 7 миллиметров каждый день. Два компонента столкнутся приблизительно через 85 миллионов лет, вероятно, образовав чёрную дыру.

- Периастр (точка орбиты пульсаров, в которой они находятся на наименьшем расстоянии друг от друга) смещается на 17° каждый год. Такое смещение — самое большое из до сих пор известных. Оно в 4 раза больше, чем у системы Халса — Тэйлора и в 140 000 раз больше релятивистского смещения перигелия орбиты Меркурия.

- Во время сближения компонентов наблюдается увеличение (на 0,38 мкс) их собственного периода вращения за счёт замедления хода времени в сильном гравитационном поле.

- Когда сигнал от одного из пульсаров на пути к Земле проходит в непосредственной близости от другого пульсара, сильное искривление пространства-времени и замедление хода времени в окрестности последнего вызывает задержку прохождения сигнала до 90 миллисекунд (см. Эффект Шапиро).

- В 2008 году благодаря J0737−3039 была открыта[2] аномальная прецессия оси вращения пульсара под действием сильного поля тяготения своего соседа. Наблюдаемый эффект, известен как геодезическая прецессия, был предсказан самим Эйнштейном примерно 90 лет назад, но до этого момента ещё не наблюдался. Согласно ОТО, два массивных тела, обращающихся рядом, должны вызывать искривление пространства, достаточное для смещения оси, вокруг которой они вращаются. Как следствие такого смещения, сами тела начнут колебаться. Именно эти колебания на протяжении четырёх лет измеряли астрономы во время затмений пульсара А. Вычисленное на основании этих наблюдений значение поворота оси составляет 4,77±0,66° в год. Таким образом, за ~75 лет ось совершает полный оборот.

## Параметры пульсаров
| Свойство           | Пульсар A             | Пульсар B             |
| ------------------ | --------------------- | --------------------- |
| Период вращения    | 23 миллисекунды       | 2,8 секунды           |
| Масса              | 1,338 солнечной массы | 1,249 солнечной массы |
| Орбитальный период | 2,4 часа              | 2,4 часа              |